# ЖФК Напредак Крушевац
ЖФК Напредак Крушевац је женски фудбалски клуб из Крушевца, Србија. Клуб је основан 23. септембра 1989, а до сада је освојио 3 титуле првака Србије и Црне Горе, 1 титулу првака Србије и 1 куп Србије. Тренутно се такмичи у Суперлиги Србије.

## Успеси
- Прва лига Србије
  - Првак (1): 2006/07.
  - Други (4): 2007/08, 2008/09, 2010/11, 2012/13.

- Куп Србије
  - Освајач (1): 2006/07.
  - Финалиста (3): 2007/08, 2008/09, 2012/13.

- Куп Србије и Црне Горе
  - Освајач (3): 2003/04, 2004/05, 2005/06.

## Некадашње фудбалерке
- Андријана Тришић
- Марија Радојичић